# Саагян, Дорк
Дорк Саагян (англ. Dork L. Sahagian, 14 января 1954, Пенсильвания, США) — американский ученый-климатолог и вулканолог армянского происхождения, профессор наук о Земле и окружающей среде Лихайского университета, директор Межправительственной группы экспертов по изменению климата (МГЭИК), лауреат Нобелевской премии мира (2007) в составе МГЭИК. Был главным научным обозревателем Глобальной экологической перспективы (GEO-5) Программы ООН по окружающей среде (ЮНЕП).
Саагян и его коллеги разработали метод палеоальтиметрии, который сравнивает распределение базальтовых пузырьков в основании и на вершине лавовых потоков.

## Биография
Саагян получил степень бакалавра физики Политехнического института Ренсселера, степень магистра геолого-геофизических наук Университета Рутгерса и степень доктора геофизики Чикагского университета.

## Научная деятельность
Саагян служил на флоте океанографом NORDA в Дартмутском колледже, младшим научным сотрудником в Ламонт-Доэрти (Колумбийский университет) и научным сотрудником в Центре полярных исследований Берда (Университет штата Огайо). Он был исполнительным директором Целевой группы по глобальному анализу, интеграции и моделированию Международной программы «Геосфера-Биосфера» (IGBP/GAIM) в Институте изучения Земли, океанов и космоса Университета Нью-Гэмпшира. В 2004 году он присоединился к Университету Лихай в качестве директора экологической инициативы до 2010 года, где он продолжает преподавать и проводить исследования в области палеоклиматологии, вулканологии, стратиграфии, геодинамики, тектоники, глобальной гидрологии, воздействия деятельности человека на окружающую среду и научного образования.
Саагян вместе с группой аспирантов провели исследование и опубликовали модель, позволяющую обеспечить интеграцию Целей в области устойчивого развития (ЦУР) в учебные планы университетов.

#### Редактор
- 2004 — н/в, заместитель редактора журнала J. Geophys по направлению Биогеонауки;
- 2001 —  2006 редакционная коллегия журнала «Геодинамика» (Journal of Geodynamics);
- 1999- 2002 редакционная коллегия журнала «Геология»;
- 1993- 2001 заместитель редактора журнал «Геодинамика» (Journal of Geodynamics);
- 1992-1993 выпускающий редактор журнала Geochimica et Cosmochimica Acta;
- Приглашенный редактор специальных выпусков различных журналов[1].

#### Член объединений
- Американский геофизический союз;
- Геологическое общество Америки;
- Совет деканов и директоров по охране окружающей среды Национального совета по науке и окружающей среде[англ.][1].